# Macarena Gelman
María Macarena Gelman García Irureta Goyena (Montevideo, c. 1 de noviembre de 1976) es una militante por los derechos humanos y política uruguaya de origen argentino. Gelman es hija de detenidos desaparecidos argentinos y nieta del poeta Juan Gelman y de la cofundadora de Abuelas de Plaza de Mayo, María Eugenia Casinelli.

## Biografía
Macarena Gelman es hija de María Claudia García Irureta Goyena y Marcelo Ariel Gelman, detenidos desaparecidos durante la dictadura militar argentina. Su madre fue secuestrada durante el embarazo por grupos de tareas del gobierno militar de Argentina y fue trasladada a Uruguay, en el marco del Plan Cóndor. Allí estuvo recluida en el Centro de detención del Servicio de Información de Defensa y fue trasladada al Hospital Militar para dar a luz.
Macarena nació en cautiverio en noviembre de 1976 y fue dada en adopción a una familia uruguaya. Sus padres biológicos fueron asesinados.
Estudió en la Facultad de Ciencias y en la Facultad de Química de la Universidad de la República, sin culminar. Participó en la militancia estudiantil en el Centro de Estudiantes de Ciencias entre 1995 y 2000.

### La búsqueda de Macarena
El 23 de diciembre de 1998, Juan Gelman publicó en el Semanario Brecha la “carta abierta a mi nieto”, un texto escrito en 1995 donde le contaba sus sentimientos a su nieta, a quien aún no había encontrado, y le narraba la historia de sus padres.
En el año 2000 Macarena conoció su verdadera identidad, tras una larga búsqueda realizada por su abuelo. Esta búsqueda alcanzó notoriedad con el intercambio de cartas abiertas que tuvo lugar entre el poeta y el expresidente Julio María Sanguinetti en 1999 y 2000. Gelman pedía la colaboración del mandatario uruguayo en la investigación del caso, mientras que Sanguinetti negaba que en Uruguay hubieran ocurrido robos de bebés. Sanguinetti comenzó a recibir entonces cartas de todo el mundo, incluidas las de varios Premios Nobel.
Tras la asunción de Jorge Batlle, el nuevo mandatario ordenó dos investigaciones paralelas, que arribaron a los mismos resultados obtenidos por el propio Gelman en una investigación independiente. Se confirmaba así la identidad de Macarena.
Tras el descubrimiento, Macarena cambió su apellido al de sus padres biológicos (Gelman García). Se dedicó a la militancia social en temas vinculados a la violación de derechos humanos durante el terrorismo de Estado y a la identidad de las personas que desconocen sus familias de origen.

### Búsqueda de los restos de María Claudia
En 2005, tras la asunción como presidente de Tabaré Vázquez, se iniciaron excavaciones para encontrar restos de detenidos desaparecidos durante la dictadura cívico-militar uruguaya. En agosto de 2005, Vázquez anunció que había un 99% de seguridad de que los restos de María Claudia, madre de Macarena, se hallaban en el Batallón 14, en el departamento de Canelones. Sin embargo, las excavaciones no confirmaron la investigación. Hasta el momento no fueron hallados los restos de su madre. En cambio, los de su padre habían sido hallados en Argentina en 1989.

### Denuncia ante la Corte Interamericana de Derechos Humanos
En 2010 presentó una demanda ante la Corte Interamericana de Derechos Humanos (CIDH) contra el Estado Uruguayo por el secuestro y muerte de su madre durante la última dictadura militar. El principal argumento fue la vigencia en Uruguay de la Ley de Caducidad, que viola normas internacionales que impiden aplicar amnistías a delitos de lesa humanidad.
En marzo de 2011 la CIDH condenó al Estado Uruguayo por la desaparición forzada de María Claudia García y por la supresión de identidad de Macarena, exhortando al país a que conduzca la investigación de los hechos, determine las responsabilidades correspondientes y aplique sanciones a los responsables. Asimismo, el fallo de la CIDH obligó al Estado uruguayo a indemnizar a Gelman por lucro cesante, daños inmateriales y gastos destinados a investigar el paradero de su madre.
En marzo de 2012 el expresidente de Uruguay, José Mujica, encabezó un acto público en la Asamblea General del Parlamento, donde reconoció la responsabilidad institucional del Estado uruguayo en los hechos de violación de los derechos humanos denunciados por Gelman. De esta manera, cumplió con uno de los puntos de la sentencia de la CIDH, y se comprometió a realizar acciones para reparar el daño.

### Declaración en la causa de Automotores Orletti
En agosto de 2010, declaró en la causa judicial sobre los crímenes cometidos en el centro de detención ilegal conocido como Automotores Orletti, donde estuvieron detenidos sus padres, su padre fue asesinado allí y su madre fue luego trasladada a Uruguay.

### Actividad social y política
Trabajó en la Secretaría de Derechos Humanos de la Nación en Argentina y ha colaborado con las Abuelas de Plaza de Mayo.
Asimismo, desde 2010 milita políticamente en Uruguay. Se integró al Ir, agrupación política del Frente Amplio, de la cual fue miembro fundadora y una de sus principales referentes. En marzo de 2014 anunció que sería candidata a diputada por dicha agrupación. En las elecciones internas de junio de 2014 apoyó la precandidatura presidencial de Constanza Moreira. En las elecciones nacionales del 26 de octubre de 2014 fue elegida diputada por el departamento de Montevideo. Asumió su banca de diputada el 15 de febrero de 2015 y la ocupó hasta mediados del 2019. En el Parlamento, presidió la Comisión de Población y Desarrollo, durante el año 2015. Fue presidenta de la Comisión de Constitución, Códigos, Legislación General y Administración en el año 2017, y la cuarta vicepresidenta de la Cámara de Representantes. Asimismo, preside el grupo nacional de la organización Parlamentarios por la Acción Global. Decidió desvincularse del sector Ir en abril de 2019.

### Documental
El caso Gelman tiene particular destaque en el documental de 2024 Jorge Batlle: entre el cielo y el infierno, dirigido por Federico Lemos.